# Naevus suakokoensis
Naevus suakokoensis är en insektsart som beskrevs av Knight 1970. Naevus suakokoensis ingår i släktet Naevus och familjen dvärgstritar. Inga underarter finns listade i Catalogue of Life.